# 跋提
跋提，又譯為拔提、婆提、跋提黎迦、跋提唎加、婆帝利迦、婆提梨迦，意譯為小賢、善賢、仁賢、有賢。出身釋迦族，釋迦牟尼的堂弟，故也稱爲跋提釋王。為佛陀弟子，五比丘之一，證阿羅漢果。